# 田宮町 (徳島市)
田宮町（たみやちょう）は、徳島県徳島市の町名。灘（田宮町灘）のみが置かれる。
郵便番号は田宮町（あるいは田宮町灘）としては定められておらず、770-0000（以下に掲載がない場合）となる。徳島市の人口調査による2011年6月1日現在の人口は7人、世帯数は2世帯。

## 地理
加茂地区に属すが、渭北地区とされることもある。徳島市の北部、新町川の吉野川への合流点から南に約600mに位置する。西の北田宮一丁目と東の上助任町三本松に挟まれ、南北に細長く、約60m×約10mと非常に狭い街区である。民家が数軒のみ建つ。

## 歴史
田宮は元来、現在の北田宮・南田宮の大半も含んでいた。田宮（現 北田宮4丁目）には菅原道真を祀る天神社がある。田宮の名の由来は、菅原道真が大宰府へ流される途中ここを旅屋（たびや）として宿を取ったからとも、田の中の宮だからとも言われる。
中世には田宮島との記述もあり、島だったと思われる。
近世には、名東郡田宮村となった。御山下（城下町）には含まれたが、1812年（文化9年）の『島々丁名改目録』には、田宮に町は記載されていない。
1889年の町村制施行に際し、矢三村・今切村・上助任村と合併して加茂村となり、それぞれが加茂村の大字となった。
1968年（昭和43年）、田宮町のほとんどが北田宮・南田宮に分離され、灘のみが残った。